# Bokányi Dezső
Bokányi Dezső (Pest, 1871. február 11. – Moszkva, 1943 júniusa) kőfaragó, író, újságíró, fordító, szóvivő, politikus, a Magyarországi Tanácsköztársaság időszakában munkaügyi és népjóléti népbiztos.

## Pályája

### Fiatalkora
Édesapja Bokányi Mihály bajai kőfaragó, fiatalon, szilikózisban hunyt el.
Édesanyja Szedlacskó Julianna volt. Nevelőapja, Kegyella Mihály - mélyen vallásos lévén - katolikus gimnáziumba íratta, és papnak szánta, de ő csupán két évet járt ki, majd kőfaragóinasnak állt. A második ipari forradalom idején nőtt föl, amikor Magyarországon az ipari-gazdasági fejlődés óriási lendületet vett, nőtt az iparban foglalkoztatottak száma és az igény a kvalifikált szakmunkások iránt, akiknek az életkörülményei azonban élezték a társadalmi ellentéteket. Hamar részt vállalt és vezető szerephez jutott a szakszervezeti mozgalomban. 1890-ben részt vett az első magyarországi május elsejei munkásfelvonuláson. Német nyelvtudásának köszönhetően képviselhette szakmája dolgozóit az építőmunkások bécsi kongresszusán. De szakmája gyakorlását sem hagyta abba, faragta pl. a Mátyás-templom kőcsipkéit is.

### Politikai pályájának kezdete
A szociáldemokrata pártban nagy hatású beszédképessége miatt tűnt ki. 1893-ban már küldött az MSZDP második kongresszusán. 1894-től 1919-ig vezetőségi tagja és egyben szónoka is volt, s újságíróként is dolgozott. A marxista irodalom több termékét, így Marx, Engels, és Babel több művét is magyarra fordította. 1896-ban sajtó alá rendezte a Kommunista kiáltvány első magyar fordítását, tőle származik a „Világ proletárjai egyesüljetek!” jelszó magyar megfogalmazása.
1890-ben vezetésével megalakult az országos kőfaragó szakegylet. 1895-ben a Népszava szerkesztője lett. Megalapította az építőmunkások szervezetét (MÉMOSZ), majd elnöki tisztét is betöltötte. Ugyanekkor megválasztották a betegsegélyező pénztár tisztviselőjévé is. Az 1896-os választásokon Orosháza szociáldemokrata jelöltje volt, de gróf- és papellenes agitációja a képviselőséghez nem volt elég.
A fiatal Szakasits Árpádot, aki 1907-ben lépett a Magyarországi Építőipari Munkások Országos Szövetségébe (MÉMOSZ), Bokányi Dezső - aki addigra a kor legnépszerűbb munkásvezetője és a budapesti kerületi munkásbiztosító pénztárnak igazgatója lett - a tanítványának tekintette, pártfogásába vette. Politikusként ingadozott a radikális retorika és a mérsékelt gyakorlati cselekvés között.

### Érett politikusként
1917 tavaszán a szociáldemokrata pártok stockholmi találkozóján a Garami Ernő vezette hattagú magyar küldöttség tagja volt. A forradalmi szocialista revolúció helyett az általános választójogért folytatott harcot. Valószínűleg ezért nem lett tagja a Károlyi Mihály nevéhez kötődő Nemzeti Tanácsnak, csupán később, amikor beválasztották a Budapesti Munkástanácsba. Így 1918-ban, annak küldöttjeként a belgrádi fegyverszüneti tárgyalásokon és az aradi magyar–román tárgyalásokon is jelen volt. A köztársaság kikiáltásakor a Parlament előtti téren ő ismertette az I. számú néphatározatot (a népköztársaság megalakulásának dokumentuma). Bár Kun Béla és a kommunisták törekvéseit 1918-19-ig nem szívelte, végül elfogadta, sőt támogatta a Magyarországi Szociáldemokrata Párt és a Kommunisták Magyarországi Pártja egyesülését és csatlakozott a proletárdiktatúrához. A Tanácsköztársaság időszakában a Forradalmi Kormányzótanács munkaügyi és népjóléti népbiztosaként működött, később a Vörös Hadsereg III. hadtestének parancsnokává nevezték ki. Az egyesült párt vezetőségének és egyúttal a Budapesti Központi Forradalmi Munkás- és Katonatanács elnökségének is tagja volt. Támadta a szakszervezeteket, mert nem a termelés fellendítésében látták fő tevékenységüket. Szociálpolitikai javaslatai között volt a munkásbiztosítás, a nyugdíjegyesületek államosítása, árvák, özvegyek állami ellátása, de a sokgyermekes családok javára a gazdagok lakásainak kisajátítása, illetve - mint ateista - az iskolai vallásoktatás megszüntetése is.
Amikor Jászberényben az asszonyok éhséglázadásra kényszerültek, mivel nem tudták etetni gyermekeiket, a direktórium kenyér helyett csapdát állított a népnek. 1919. július 13-ra nagygyűlést szerveztek a vasárnapi mise idejére, amin Bokányi volt a vezérszónok. A beszédét megszakítva a hallgatóság abcúgolni kezdett. Erre a szónok zsebkendőjével jelt adott az odatelepített géppuskásoknak, s azok tüzet nyitottak a tömeg feje fölé célozva. A nép rémülten a templomban keresett menedéket, de a megvadult Vörös Őrség fegyverrel kikergette őket, majd közéjük lőttek. 11 ember meghalt, 27 fő súlyos, több mint százan pedig könnyebb sebesülést szenvedtek.

### A kommün bukása után
A Tanácsköztársaság bukása után elfogták (gyilkosságra felbujtás vádjával); 1920 decemberében hirdették ki, hogy a Budapesti Büntető Törvényszék az úgynevezett népbiztosperben (mely 1920. július 5. – november 24. között tartott) halálos ítéletet szabott ki rá, de 1922-ben a szovjet–magyar fogolycsere-akció keretein belül a Szovjetunióba került. Munkáját a szociális biztosítás, és a munkásmozgalom területén végezte, a moszkvai rádiónál bemondóként is dolgozott, illetve Lenin műveinek magyarra fordításában is feladatot kapott. 1929-ben a Sarló és Kalapács című magyar emigráns lap szerkesztőbizottságának tagja volt, és a Nemzetközi Vörös Segély irányításában is szerepet vállalt. A sztálini tisztogatás áldozatává vált, 1938-ban letartóztatták, majd – korábbi információk szerint 1940 júniusában, újabb kutatások alapján azonban három évvel később – 1943-ban a börtönkórházban halt meg.
Cikkei és brosúrái Brutus álnéven jelentek meg.

## Munkái
- Marx Károly a tudományos szocializmus megalapítójának korszaka, élete és működése (Bp., 1899)
- A katonai javaslatok, az ellenzék, a klerikalizmus. Két beszéd. Tartották: Weltner és Bokányi 1903. március 22-én Budapesten, a Szabadságtéren; Népszava, Bp., 1903
- Dolgozatok a forradalomért (Új Előre naptár, 1926)
- A proletárforradalom szakszervezetei (Új Március, 1927, különszám)
- A párizsi kommün (Kanadai Magy. Munkás, 1937. márc. 11.)

### Fordításai
- Karl Marx: Bér, ár, profit (1919)[18]
- Karl Marx: A kommunisták kiáltványa (közreműködő, Krejcsi Rezső fordításának sajtó alá rendezője, 1896)
- Friedrich Engels: A szocializmus fejlődése az utópiától a tudományig (Bp., 1897)
- Friedrich Engels: Az utópikus és a tudományos szocializmus (1917, Népszava)[18](1919, kiadó: Magyarországi Szoc. Párt[19])

## Emlékezete
- Emléktáblát avattak tiszteletére a Budapest II. kerületi Hűvösvölgyben (a Nagyréten). A táblát eltávolították. Szövege ez volt: BOKÁNYI DEZSŐ / KŐFARAGÓ / 1871–1940 / A TANÁCSKÖZTÁRSASÁG NÉPBIZTOSA / EMLÉKEZETÉRE EMELTE / AZ ÉPÍTŐK TERMÉSZETBARÁT EGYESÜLET / 1960. ÉPÍTŐK NAPJA
- A Budapest VII ker. Hernád u 46. sz. alatti általános iskola és úttörő csapata a rendszerváltásig viselte a nevét
- Magyarország egyik legnagyobb szakmunkásképző intézete Budapest XIV. ker. Várna utca 21/B sz. alatt viselte nevét 1998-ig.